# Brendan Behan
Brendan Francis Aidan Behan, em irlandês Breandán Ó Beacháin (Dublin, 9 de fevereiro de 1923 — Dublin, 20 de março de 1964) foi um poeta irlandês, contista, romancista e dramaturgo que escreveu em inglês e irlandês. Ele foi nomeado pela Irish Central como um dos maiores escritores irlandeses de todos os tempos.
Republicano irlandês e voluntário no Exército Republicano Irlandês, Behan nasceu em Dublin em uma família republicana convicta, tornando-se membro da organização juvenil do IRA, Fianna Éireann, aos quatorze anos. Havia também uma forte ênfase na história e cultura irlandesa em casa, o que significava que ele estava imerso em literatura e baladas patrióticas desde tenra idade. Behan acabou se juntando ao IRA aos dezesseis anos, o que o levou a cumprir pena em uma prisão juvenil no Reino Unido e também foi preso na Irlanda. Durante este tempo, ele se encarregou de estudar e tornou-se um falante fluente da língua irlandesa. Posteriormente libertado da prisão como parte de uma anistia geral dada pelo governo Fianna Fáil em 1946, Behan mudou-se entre casas em Dublin, Kerry e Connemara, e também residiu em Paris por um tempo.
Em 1954, a primeira peça de Behan, The Quare Fellow, foi produzida em Dublin. Foi bem recebida; no entanto, foi a produção de 1956 no Theatre Workshop de Joan Littlewood em Stratford, Londres, que deu a Behan uma reputação mais ampla. Isso foi ajudado por uma famosa entrevista bêbada na televisão BBC com Malcolm Muggeridge. Em 1958, a peça de Behan em língua irlandesa An Giall teve sua estreia no Damer Theatre de Dublin. Mais tarde, The Hostage, a adaptação em inglês de An Giall por Behan, teve grande sucesso internacional. O romance autobiográfico de Behan, Borstal Boy, foi publicado no mesmo ano e se tornou um best-seller mundial.
No início dos anos 1960, Behan atingiu o auge de sua fama. Ele passou cada vez mais tempo na cidade de Nova York, declarando famosamente: "Para a América, minha nova terra encontrada: o homem que odeia você odeia a raça humana". A essa altura, Behan começou a passar tempo com pessoas como Harpo Marx e Arthur Miller  e foi seguido por um jovem Bob Dylan. No entanto, essa fama recém-descoberta não fez nada para ajudar sua saúde ou seu trabalho, com suas condições médicas de alcoolismo e diabetes continuando a se deteriorar: Nova York e Confissões de um rebelde irlandês de Brendan Behan recebeu poucos elogios. Ele tentou brevemente combater isso por um período seco enquanto estava hospedado no Chelsea Hotel em Nova York, e em 1961 foi internado no Sunnyside Private Hospital,  uma instituição para o tratamento do alcoolismo em Toronto, mas mais uma vez voltou ao álcool e recaiu no alcoolismo ativo.

## Trabalhos

### Peças
- The Quare Fellow (1954)
- An Giall (The Hostage) (1958)
  - Behan escreveu a peça em irlandês e a traduziu para o inglês.
- Richard's Cork Leg (1972)
- Moving Out (peça em um ato, encomendada para rádio)
- A Garden Party (peça em um ato, encomendada para rádio)
- The Big House (1957, peça de um ato, encomendada para rádio)

### Livros
- Borstal Boy (1958)
- Brendan Behan's Island (1962)
- Hold Your Hour and Have Another (1963)
- Brendan Behan's New York (1964)
- Confessions of an Irish Rebel (1965)
- The Scarperer (1963)
- After The Wake: Twenty-One Prose Works Including Previously Unpublished Material (póstumo – 1981)

### Musica
- Brendan Behan Sings Irish Folksongs and Ballads Spoken Arts Records SAC760 (1985)
- The Captains and the Kings

### Biografias
- Brendan Behan – A Life de Michael O'Sullivan
- My Brother Brendan de Dominic Behan
- Brendan Behan de Ulick O'Connor
- The Brothers Behan de Brian Behan
- With Brendan Behan de Peter Arthurs
- The Crazy Life of Brendan Behan: The Rise and Fall of Dublin's Laughing Boy by Frank Gray
- My Life with Brendan de Beatrice Behan
- Brendan Behan, Man and Showman by Rae Jeffs